# Hesperonychus
Hesperonychus – rodzaj niewielkiego teropoda z rodziny dromeozaurów (Dromaeosauridae) żyjącego w późnej kredzie na terenie Ameryki Północnej. Skamieniałości gatunku typowego, Hesperonychus elizabethae, zostały wydobyte z datowanych na kampan osadów formacji Dinosaur Park w kanadyjskiej prowincji Alberta. Jedyną odnalezioną kością Hesperonychus jest kość miedniczna, odkryta przez dr Elizabeth Nicholls w 1982 roku, a opisana przez Nicholasa Longricha i Philipa Currie'ego w 2009. Liczne niewielkie kości kończyn oraz pazury, znajdujące się w zbiorach Royal Tyrrell Museum of Palaeontology, mogą również należeć do Hesperonychus. Pomimo niewielkich rozmiarów kości łonowe były już ze sobą połączone, co dowodzi, że osobnik, którego kości odnaleziono, był już dorosły. Na podstawie analizy szczątków Longrich i Currie oszacowali jego długość na mniej niż jeden metr, a masę – na około 1,9 kg, co sprawia, że Hesperonychus jest najmniejszym znanym dinozaurem mięsożernym żyjącym na terenach obecnej Ameryki Północnej. Alwarezauryd Albertonykus był jeszcze mniejszy, jednak prawdopodobnie żywił się on owadami.

## Klasyfikacja
Analiza filogenetyczna przeprowadzona przez Longricha i Currie'ego wykazała, że Hesperonychus należał do Microraptorinae – kladu niewielkich dromeozaurów, znanych wcześniej jedynie z wczesnej kredy Azji. Najmłodszym znanym mikroraptorynem jest Microraptor z aptu. Odkrycie Hesperonychus wpłynęło na wydłużenie okresu występowania przedstawicieli kladu o około 45 milionów lat i zwiększenie zasięgu geograficznego ich występowania o Amerykę Północną. Późnokredowy północnoamerykański Bambiraptor był niekiedy klasyfikowany jako członek Microraptorinae, jednak nowsze badania – w tym także analiza Longricha i Currie'ego – dowodzą, że był on bliżej spokrewniony z zaurornitolestem.

### Etymologia
- Hesperonychus: gr. ἑσπερος hesperos „zachodni”; ονυξ onux, ονυχος onukhos „pazur, paznokieć”[1].
- elizabethae: dr Elizabeth Nicholls (1946–2004), amerykańsko-kanadyjska paleontolożka[1].

## Paleobiologia i paleoekologia
Przedstawiciele Microraptorinae są znani z niewielkich rozmiarów, a także – w niektórych przypadkach – zdolności do lotu lub szybowania. Currie i Longrich stwierdzają, że jest mało prawdopodobne, by Hesperonychus miał cztery skrzydła umożliwiające szybowanie, jak Microraptor, i sugerują, że bardziej przypominał sinornitozaura, który osiągał zbliżone rozmiary. Odkrycie Hesperonychus potwierdza, że przedstawiciele Microraptorinae byli znacząco mniejsi od innych członków Dromaeosauridae.
W przeciwieństwie do odpowiednich ekosystemów w Azji i Europie, w środowiskach północnoamerykańskich brak było niewielkich dinozaurów drapieżnych. We współczesnych ekosystemach, zdominowanych przez stałocieplne ssaki, liczba gatunków niewielkich zwierząt jest znacznie większa niż dużych, dlatego też dysproporcja pomiędzy liczbą gatunków dużych zwierząt a małych w późnokredowej Ameryce Północnej jest niezwykła.
Odkrycie Hesperonychus pomaga wypełnić tę lukę, zwłaszcza wraz ze znalezieniem szczątków co najmniej dziesięciu niewielkich teropodów, prawdopodobnie również należących do Hesperonychus (jak również trzydziestu zaurornitolestów i dwóch dromeozaurów), dinozaur ten był bardzo pospolitym zwierzęciem na tamtych terenach.
Innym niewielkim drapieżnikiem tamtych terenów był ważący około 600 gramów ssak Eodelphis. Wydaje się, że nie dochodziło do bezpośredniej rywalizacji pomiędzy najmniejszymi dinozaurami i największymi ssakami, gdyż – jak przypuszczają Longrich i Currie – konkurencja ze strony dinozaurów uniemożliwiała zwiększanie rozmiarów ciała ssakom, zaś konkurencja ze strony ssaków zapobiegała dalszemu karłowaceniu dinozaurów.